# Guasimal (Venezuela)
Guasimal est la capitale de la paroisse civile de Queseras del Medio de la municipalité d'Achaguas dans l'État d'Apure au Venezuela.